# Andrea Gottweis
Andrea Gottweis, geborene Hofer, (* 12. Februar 1961 in Oberwart) ist eine österreichische Politikerin (ÖVP). Sie war von 1996 bis 2015 Abgeordnete zum Burgenländischen Landtag.

## Leben
Gottweis wurde als Tochter des Unternehmers Richard Hofer aus Pinkafeld geboren. Sie war von 1982 bis 2007 verheiratet und ist seither verwitwet. Sie hat zwei Söhne, die 1983 und 1987 geboren wurden. Gottweis besuchte die Volks- und Hauptschule in Pinkafeld und die B-HAK Oberwart. Sie legte 1980 die Matura ab und studierte im Anschluss von 1980 bis 1982 Betriebswirtschaftslehre an der Wirtschaftsuniversität Wien. Sie ist Geschäftsführerin eines Bekleidungsfachgeschäftes in Pinkafeld.

## Politik
Gottweis war von 1997 bis 2010 Bezirksobfrau der Organisation „Frau in der Wirtschaft“. 1999 bis 2005 war sie zudem Bezirksobfrau-Stellvertreterin der ÖVP Oberwart, im Jahr 2004 übernahm sie das Amt der Bezirksobfrau des Wirtschaftsbundes und fungiert außerdem seit 2004 als Landesobmann-Stellvertreterin des Wirtschaftsbundes. Gottweis ist seit 1997 Gemeinderätin in Pinkafeld und wurde 1999 zur Landesparteiobmann-Stellvertreterin der ÖVP Burgenland gewählt. Sie vertrat die ÖVP ab dem 27. Juni 1996 im Landtag und war Bereichssprecherin für Familie und Wirtschaft.
Im Februar 2022 wurde Melanie Eckhardt zu ihrer Nachfolgerin als Landesvorsitzende des Familienbundes Burgenland gewählt.